# Damballa

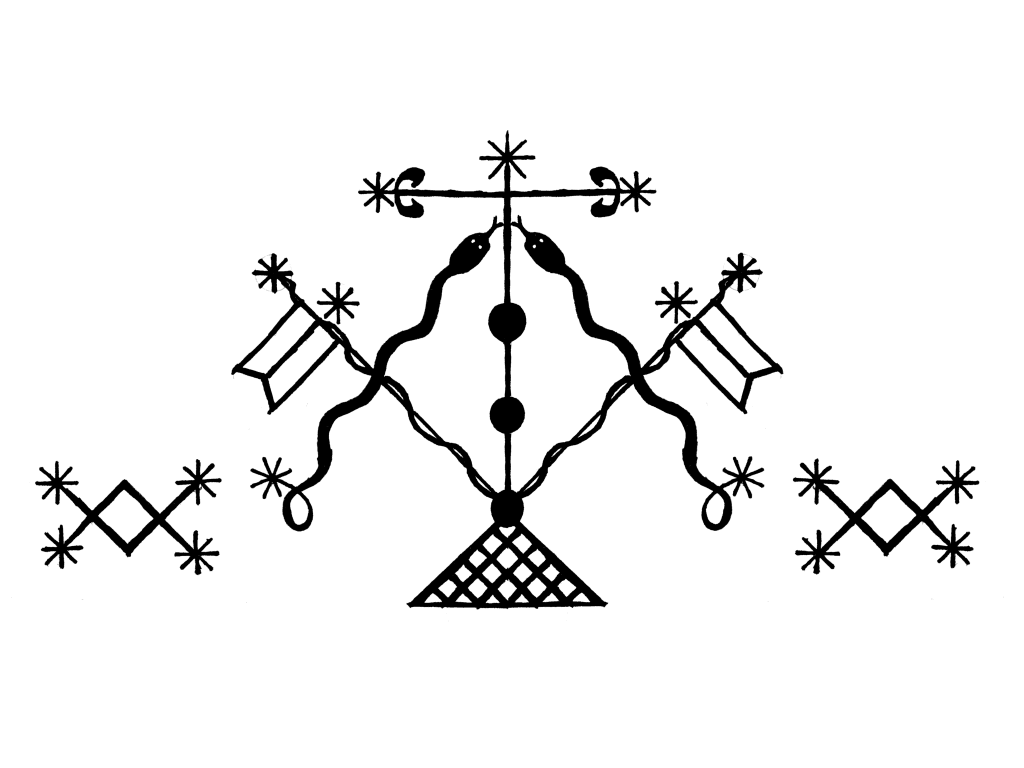
Damballa és Ayida-Weddo vévéje

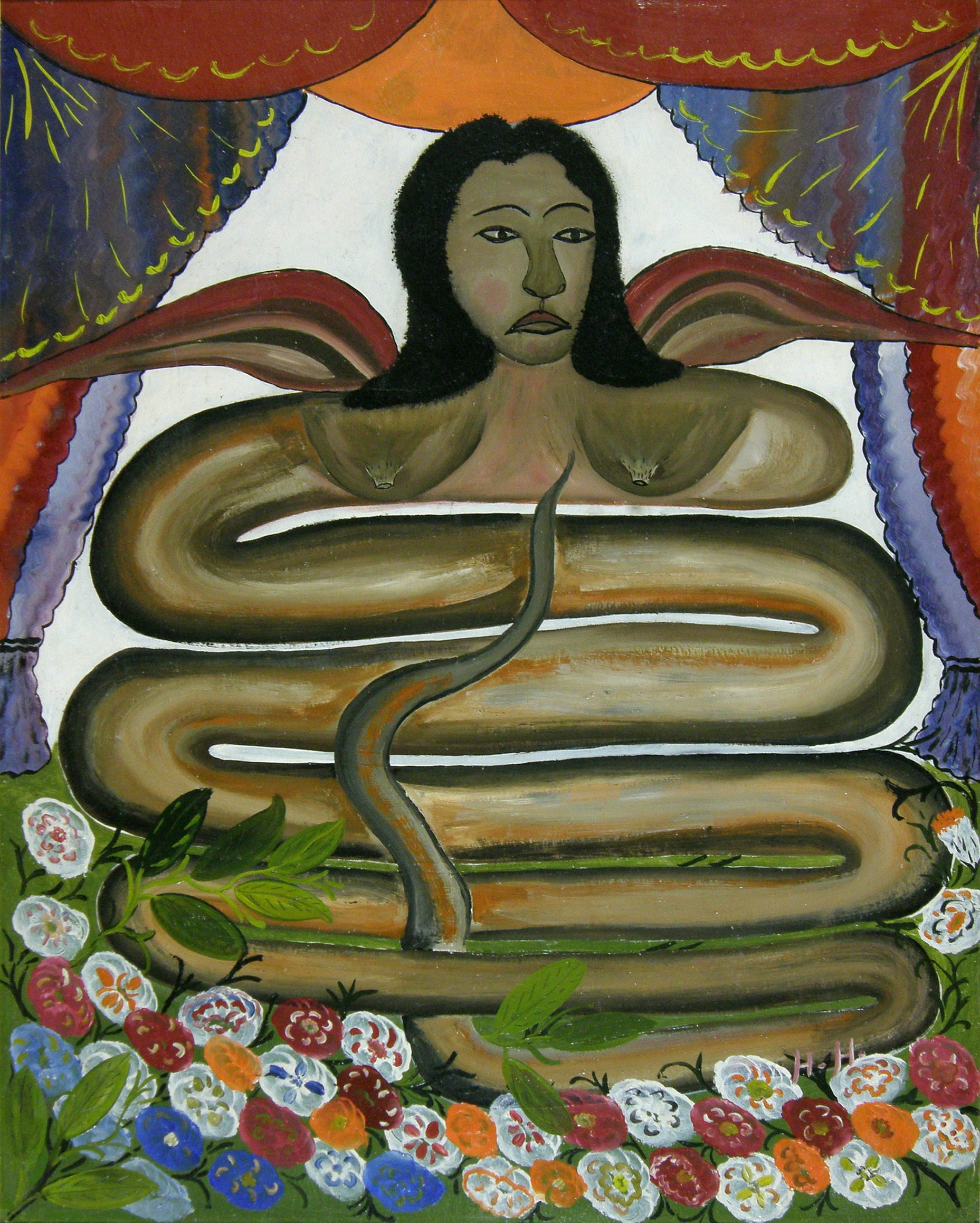
Damballa egy haiti művésztől (Hector Hyppolite)

Damballa az egyik legfontosabb minden loa (vudu szellem) közül. Damballa a mennyei atya és minden élet teremtője. Ő szabályozza az elmét, az értelmet és a kozmikus egyensúlyt. Számára a fehér rum szent. Damballa mint a kígyó szelleme és a Nagy Mester hozta létre a világegyetemet, 7000 tekercset használt fel, hogy létrehozza a csillagokat, a bolygókat, és kialakítsa a dombokat, völgyeket a földön. A kígyó bőrének elöntésével Damballa létrehozta a vizeket a földön.
Damballa felesége Ayida-Weddo, és Erzulie Freda a szeretője.

## Fordítás
Ez a szócikk részben vagy egészben  a   Damballa című angol Wikipédia-szócikk ezen változatának fordításán alapul.  Az eredeti cikk szerkesztőit annak laptörténete sorolja fel. Ez a jelzés csupán a megfogalmazás eredetét és a szerzői jogokat jelzi, nem szolgál a cikkben szereplő információk forrásmegjelöléseként.